# Wereldkampioenschap rugby
Het wereldkampioenschap rugby (rugby union) werd voor het eerst gehouden in 1987. Sindsdien wordt het toernooi iedere vier jaar georganiseerd door de International Rugby Board (IRB). Het wordt hierbij afwisselend op het noordelijk halfrond en het zuidelijk halfrond gespeeld.

## Geschiedenis
Diverse mensen hebben het idee voor een wereldkampioenschap rugby bij talrijke gelegenheden geopperd - al in de jaren vijftig was er sprake van. Het eerste serieuze plan voor een dergelijk toernooi werd in 1983 voorgesteld, toen de Australische rugbybond en de Nieuw-Zeelandse rugbybond ieder afzonderlijk een plan indienden bij de International Rugby Board. In 1985 keurde de IRB het eerste wereldkampioenschap goed. Het toernooi zou gehouden worden in mei en juni 1987, hoewel het voorstel op veel oppositie stuitte, met name van de Britse en Ierse bond. De beslissende stem kwam van Zuid-Afrika dat voor het idee was, hoewel het uitgesloten was van deelname wegens de internationale sportboycot tegen het apartheidsregime.
Topscorer tijdens WK's is Jonny Wilkinson met 249 punten. De Schotse fullback Gavin Hastings kwam tot 227 punten en de Australische fly-half Michael Lynagh tot 195.

### Kampioenschappen
1987
In het eerste toernooi in Australië en Nieuw-Zeeland kwamen zestien landen uit. Zeven van de zestien plaatsen werden automatisch toegewezen aan de bij de IRB aangesloten bonden (met Zuid-Afrika dus als grote afwezige), terwijl de resterende plaatsen op uitnodiging werden vergeven. Nieuw-Zeeland werd de eerste wereldkampioen rugby door Frankrijk met 29-9 te verslaan.
1991
Het toernooi van 1991 werd georganiseerd door Engeland, waarbij ook wedstrijden werden gespeeld in Frankrijk, Ierland/Noord-Ierland, Schotland en Wales. Bij dit toernooi werd het systeem van uitnodigingen vervangen door kwalificatiewedstrijden. Er namen 32 landen deel aan de kwalificatie. Australië won de wereldbeker door de gastheer Engeland in de finale te verslaan met 12-6.
1995
In 1995 werd het toernooi gehouden in Zuid-Afrika dat ten gevolge van de beëindiging van de apartheid eindelijk mocht meedoen. Dit was het eerste toernooi waarbij alle wedstrijden in het gastland werden gehouden. Voor de Zuid-Afrikanen kreeg het toernooi de gedroomde afsluiting: in de finale werd Nieuw-Zeeland met 15-12 verslagen. Het moment waarop president Nelson Mandela, gekleed in een Zuid-Afrikaanse jersey en pet, de beker overhandigde aan aanvoerder Francois Pienaar, werd wereldwijd gezien als een symbolisch teken van verzoening tussen de zwarte en de blanke gemeenschap van Zuid-Afrika.
1999
In 1999 was Wales gastheer van het toernooi, maar er werd ook gespeeld in Engeland, Frankrijk, Ierland/Noord-Ierland en Schotland. Voor dit toernooi waren alleen de eerste drie landen van 1995 automatisch gekwalificeerd en het aantal deelnemers werd verhoogd tot twintig. Australië behaald zijn tweede titel door Frankrijk te verslaan met 35-12. Het was voor het eerst dat het gastland de finale niet wist te halen.
2003
Australië was de organisator van het wereldkampioenschap in 2003, hoewel het oorspronkelijk de bedoeling was dat Australië en Nieuw-Zeeland het toernooi (weer) samen zouden organiseren. Meningsverschillen tussen de International Rugby Board de NZRFU over sponsoring, reclame en kaartverkoop, zorgden echter dat de gehele organisatie aan Australië werd toegewezen. Engeland werd de eerste kampioen van het noordelijk halfrond door in de finale kampioen en gastheer Australië in de verlenging met 20-17 te verslaan. De beslissende score was een dropgoal van Jonny Wilkinson met nog slechts enkele seconden op de klok.
2007
In 2007 werd het wereldkampioenschap gehouden in Frankrijk waarbij een aantal wedstrijden werd gespeeld in Schotland en Wales. Zuid-Afrika werd voor de tweede maal wereldkampioen, door in de finale titelverdediger Engeland met 15-6 te verslaan. Percy Montgomery werd topscorer van de finale en van het hele toernooi.
2011
Het toernooi van 2011 vond in Nieuw-Zeeland plaats. Er namen twintig landen deel. Gastland Nieuw-Zeeland was automatisch geplaatst, evenals de drie beste landen van elke groep van het wereldkampioenschap rugby 2007. De overige acht plaatsen werden via continentale toernooien en een intercontinentale play-off ingevuld. Net als op de eerste editie van 1987 ging de finale tussen Nieuw-Zeeland en Frankrijk. Nieuw-Zeeland veroverde voor de tweede keer de wereldbeker door een 8-7 zege.
2015
Het achtste wereldkampioenschap rugby werd gehouden in Engeland van 4 september tot 31 oktober 2015. Er werden ook enkele wedstrijden gespeeld in het Millennium Stadium in Cardiff (Wales). Engeland werd als gastland verkozen boven Italië, Japan en Zuid-Afrika. Nieuw-Zeeland werd het eerste land dat de wereldtitel kon verlengen.
2019
In 2019 werd het toernooi voor de negende keer georganiseerd. Het gastland is ditmaal Japan, waar het toernooi werd gehouden van 20 september tot 2 november. Japan wist kandidaturen van Italië en Zuid-Afrika te verslaan. Zuid-Afrika werd voor de derde maal wereldkampioen, dit na een 32-12-overwinning tegen Engeland. Met deze derde wereldtitel kwam Zuid-Afrika op gelijke hoogte met Nieuw-Zeeland.
2023
Het WK werd voor tiende keer georganiseerd, in Frankrijk. Het toernooi is gewonnen door Zuid-Afrika.
2027
Het elfde wereldkampioenschap zal in het najaar van 2027 plaatsvinden in Australië

## Kwalificatie
Voor het wereldkampioenschap van 1991 werden kwalificatiewedstrijden geïntroduceerd, waar acht van de zestien plaatsen door kwalificatie beschikbaar waren. Er deden 32 landen mee aan de kwalificatie.
In de huidige opzet zijn twaalf van de twintig deelnemers automatisch geplaatst op grond van hun prestatie in het voorgaande toernooi, namelijk de eerste drie landen van elke groep (1e ronde). Ook het gastland is automatisch geplaatst. De overige acht plaatsen worden via vijf continentale toernooien (voor Afrika, Amerika, Azië, Europa en Oceanië) en een intercontinentale play-off ingevuld.

## Erelijst
| Jaar | Gastland                 | Teams |               | Finale  | Finale        | Finale        |         | Derde plaats  | Derde plaats | Derde plaats |  | Statistieken | Statistieken |
| Jaar | Gastland                 | Teams | Winnaar       | Score   | Tweede plaats | Derde plaats  | Score   | Vierde plaats | Wedst.       | Toesch.      |  |              |              |
| 2031 | Verenigde Staten         |       |               |         |               |               |         |               |              |              |  |              |              |
| 2027 | Australië                | 24    |               |         |               |               |         |               |              |              |  |              |              |
| 2023 | Frankrijk                | 20    | Zuid-Afrika   | 12 - 11 | Nieuw-Zeeland | Engeland      | 26 - 23 | Argentinië    | 48           | 2.437.208    |  |              |              |
| 2019 | Japan                    | 20    | Zuid-Afrika   | 32 - 12 | Engeland      | Nieuw-Zeeland | 40 - 17 | Wales         | 45           | 1.698.528    |  |              |              |
| 2015 | Engeland                 | 20    | Nieuw-Zeeland | 34 - 17 | Australië     | Zuid-Afrika   | 24 - 13 | Argentinië    | 48           | 2.477.805    |  |              |              |
| 2011 | Nieuw-Zeeland            | 20    | Nieuw-Zeeland | 8 - 7   | Frankrijk     | Australië     | 21 - 18 | Wales         | 48           | 1.477.294    |  |              |              |
| 2007 | Frankrijk                | 20    | Zuid-Afrika   | 15 - 6  | Engeland      | Argentinië    | 34 - 10 | Frankrijk     | 48           | 2.263.223    |  |              |              |
| 2003 | Australië                | 20    | Engeland      | 20 - 17 | Australië     | Nieuw-Zeeland | 40 - 13 | Frankrijk     | 48           | 1.837.547    |  |              |              |
| 1999 | Wales                    | 20    | Australië     | 35 - 12 | Frankrijk     | Zuid-Afrika   | 22 - 18 | Nieuw-Zeeland | 41           | 1.562.427    |  |              |              |
| 1995 | Zuid-Afrika              | 16    | Zuid-Afrika   | 15 - 12 | Nieuw-Zeeland | Frankrijk     | 19 - 9  | Engeland      | 32           | 938.486      |  |              |              |
| 1991 | Engeland                 | 16    | Australië     | 12 - 6  | Engeland      | Nieuw-Zeeland | 13 - 6  | Schotland     | 32           | 1.021.827    |  |              |              |
| 1987 | Australië, Nieuw-Zeeland | 16    | Nieuw-Zeeland | 29 - 9  | Frankrijk     | Wales         | 22 - 21 | Australië     | 32           | 478.449      |  |              |              |

## Medaillespiegel
| Plaats | Land          | Goud | Zilver | Brons | Totaal |
| 1      | Zuid-Afrika   | 4    | 0      | 2     | 6      |
| 2      | Nieuw-Zeeland | 3    | 2      | 3     | 8      |
| 3      | Australië     | 2    | 2      | 1     | 5      |
| 4      | Engeland      | 1    | 3      | 1     | 5      |
| 5      | Frankrijk     | 0    | 3      | 1     | 4      |
| 6      | Argentinië    | 0    | 0      | 1     | 1      |
| 6      | Wales         | 0    | 0      | 1     | 1      |
| Totaal | Totaal        | 10   | 10     | 10    | 30     |